# Kazimir Severinovič Malevič
Kazimir Severinovič Malevič [kazimír severínovič malévič] (ukrajinsko Казимир Северинович Малевич, poljsko Kazimierz Malewicz), ruski slikar, likovni teoretik in filozof ukrajinskega rodu in poljskega porekla, * 23. februar (11. februar, julijanski koledar) 1879, Kijev, Ruski imperij (sedaj Ukrajina), † 15. maj 1935, Leningrad, Sovjetska zveza (sedaj Sankt Peterburg, Rusija).
Malevič je najbolj znan kot ustanovitelj suprematizma - smeri skrajne abstraktne likovne umetnosti. Likovno je bil vzgojen v slogu ukrajinskega ljudskega slikarstva in ikonografije ter je izhajal iz ukrajinske avangarde.

## Življenje in delo
Malevič je med letoma 1895 in 1896 študiral na Kijevski umetnostni šoli ter med letoma 1904 in 1910 na moskovski Akademiji umetnosti. 
Rodil se je v družini očeta Severina Maleviča in matere Ljudvike (Ljudviga Aleksandrovna, rojena Galinovska). Njegov oče je bil inženir in je delal v tovarni sladkorja. Po očetovi smrti je leta 1906 odšel v Moskvo kjer se je začel učiti v Rerbergovem studiu. Prvi uspeh je prišel na razstavi z izzivalnim naslovom »Oslovski rep« (»Ослиный хвост«).
Malevič poleg Mondriana velja za največjega mojstra skrajne abstrakcije. Čeprav najdemo v njegovem opusu tudi figurativna dela, si je Malevič za cilj svojega umetniškega poslanstva zadal doseganje skrajne redukcije motivike. Svoj namen je pojasnil z besedami: »Objekt sam po sebi je brez pomena. Ideje, ki jih oblikuje posameznikova zavest, so ničvredne.« Malevič je zato ustvarjal na prvi pogled sporočila oropane slike, ob opazovanju katerih pa so se v podzavesti oblikovale pomensko bogate asociacije. Tako je Malevič skušal doseči to, kar je poimenoval »supremacija občutka«. Suprematizem - smer likovne umetnosti je Malevič utemeljil leta 1913. Gre za estetiko, ki temelji na ploskovitih čistih geometrijskih oblikah. Najbolj znane avtorjeve slike iz tega obdobja so Črni kvadrat na belem ozadju in niz Belo na belem.
Malevič je bil prvi, ki je že pred prvo svetovno vojno slikal čiste kroge in kvadrate v podobo. Vplival je tudi na Mondriana. Slikal je z abstraktnim slogom in je nasprotno s kubisti dajal velik poudarek na barvo. Kljub inovativnosti svoje likovne poteze pa Malevič ni bil edini sovjetski likovni začetnik obdobja neposredno pred in po oktobrski revoluciji leta 1917.
Kot da bi v tem obdobju celotno območje Sovjetske zveze doživelo duhovni preprorod, se je ob političnih prevratnikih pojavila še manjša skupinica odličnih likovnikov, ki so rusko območje, na katerem po zatonu značilne umetnosti pravoslavnih ikon ni bilo več nosilcev razvoja umetnosti, katerih delo bi zaslovelo tudi v širšem mednarodnem okolju. Poleg Maleviča so v prvih desetletjih 20. stoletja evropsko umetniško prizorišče pretresli še drugi umetniki, med drugim Kandinski in Tatlin.

## Galerija
- Avtoportret, 1908 ali 1910-1911
- Avtoportret, 1908 ali 1910-1911, akvarel
- Avtoportret, 1933
- Portret Mihaila Matjušina, 1913, Tretjakovska galerija, Moskva
- Črni kvadrat na belem polju, 1915, olje na platnu, Državni Ruski muzej, Sankt Peterburg.
- Črni krog, 1915 / med 1923 in 1929 (podpisano 1913), olje na platnu, Državni Ruski muzej, Sankt Peterburg
- Suprematistična kompozicija: belo na belem, 1918, Muzej sodobne umetnosti, New York
- Črni križ, 1920-a, olje na platnu, Državni Ruski muzej, Sankt Peterburg
- Kazimir Severinovič Malevič, Suprematizem, 1921 - 1927, Muzej Stedelijk, Malevičeva zbirka, Amsterdam.